# Mondsichel-Falterfisch
Der Mondsichel-Falterfisch (Chaetodon lunula) ist eine Fischart aus der Gattung Chaetodon in der Familie der Falterfische (Chaetodontidae). Der Mondsichel-Falterfisch wird häufig für den Aquarienhandel exportiert, er scheint aber nicht größer bedroht und wird von der IUCN als nicht gefährdet (Least Concern, LC) eingestuft.

## Beschreibung
Mondsichel-Falterfische werden bis zu 20 Zentimeter lang. Sie sind gelb-orange mit düster braunem Rücken und dunklen Steifen, die diagonal im unteren Bereich der Körperseiten verlaufen. Direkt nach einem breiten, schwarzen Band, welches über das Auge verläuft, folgt ein weißes Band und darauf ein breites, schwarzes Band das diagonal vom Kiemendeckel bis zur Rückenflosse reicht. Auf dem Schwanzstiel befindet sich ein schwarzer Fleck.
Flossenformel: Dorsale X–XIV/20–25, Anale III/17–20

## Verbreitung und Lebensraum
Der Mondsichel-Falterfisch ist im Indopazifik von der Küste Ostafrikas und Südafrikas ab East London bis nach Hawaii, den Marquesas und Ducie, nördlich bis zum südlichen Japan und südlich bis zur Lord-Howe-Insel und Rapa Iti verbreitet. Er hält sich sowohl in Lagunen als auch in Außenriffen in Tiefen oberhalb von 30 Metern auf. Juvenile Tiere kommen zwischen Felsen an der Landseite von Innenriffen und in Gezeitentümpeln vor.

## Lebensweise
Diese Fische leben einzeln, gewöhnlich aber paarweise oder in kleinen Gruppen von bis zu 20 Exemplaren. Sie sind nachtaktiv und ernähren sich von einer Vielzahl von bodenbewohnenden wirbellosen Tieren, wie Nacktkiemerschnecken, den Kiemenbüscheln von Röhrenwürmern und von Algen. Bei den Marshallinseln sollen sie sich allerdings ausschließlich von Korallenpolypen ernähren. Während der Brutzeit bilden die Mondsichel-Falterfische Paare.